# ميدالية جاوة

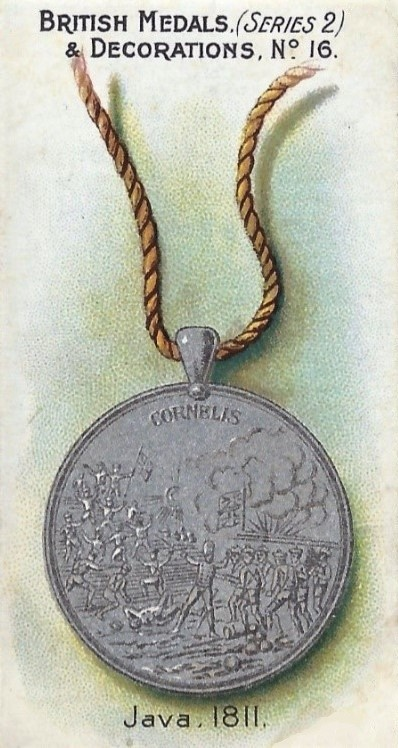

ميدالية جاوة هي ميدالية منحها الحاكم العام للهند لجنود جيوش شركة الهند الشرقية المشرفة الذين شاركوا في غزو جاوة في أغسطس وسبتمبر 1811 خلال الحروب النابليونية.

## المعايير
أذن بالميدالية في فبراير 1812 من قبل اللورد مينتو الحاكم العام للهند الذي رافق الرحلة إلى جاوة. تم منحها إلى عدد أكبر من كبار الضباط في الذهب (133 تم منحهم) ورتب أخرى في الفضة (6.519 تم منحهم). تضمن الفائزون بالميدالية الفضية كلا من الهنود الأصليين (5.761 متلقي) والأوروبيين (حوالي 750 متلقي) من الجنود في الخدمة.
لم يتسلم أعضاء الجيش البريطاني والبحرية الملكية الحاضرون الميدالية. ضباط الجيش من رتبة الرائد وما فوق مؤهلون لميدالية الجيش الذهبية، بينما نجوا الضباط والجنود والبحارة البريطانيون المؤهلون إما لميدالية الخدمة العسكرية أو البحرية العامة مع قفل 'جاوة'، عندما تم تأسيس هذه الميداليات في عام 1847.

## الوصف
تم ضرب الميدالية في كالكوتا مينت بالذهب والفضة. كان كلا النوعين بقطر 1.9 بوصة (48 ملم)، بالتصميم التالي:
يصور الوجه العاصفة اقتحام حصن كورنيليس، الذي استولت عليه القوات البريطانية وقوات شركة الهند الشرقية المشرفة في 26 أغسطس 1811 ، مع كلمة كورنليس أعلاه.
والعكس يحمل نقشًا فارسيًا تم منح هذه الميدالية لإحياء ذكرى الشجاعة والشجاعة التي أظهرتها سيبويز الشركة الإنجليزية في الاستيلاء على مملكة جاوة، في السنة الهجرية 1228، حول الحافة الصياغة الإنجليزية احتلال جاوة السادس والعشرون أغسطس.
تم إصدار الميدالية بدون اسم. التعليق عبارة عن حلقة مسطحة مثبتة في القاعدة، يمر من خلالها سلك تعليق يسمح بارتداء الميدالية حول الرقبة.
بدأ العام الهجري 1228 مذكور على عكس الميدالية في 4 يناير 1813. هذا هو العام الذي سكت فيه الميداليات، وليس عام الحملة، ويبدو أنه خطأ.